# گلوگاه
گَلوگاه یکی از شهرهای استان مازندران ایران است.
این شهر مرکز شهرستان گلوگاه در ناحیه شرقی استان مازندران و هم مرز استان‌های گلستان و سمنان است و از شمال به خلیج میانکاله می رسد.

## تاریخچه

### دوران باستان
استان مازندران پیش از اسلام تپورستان (به پهلوی: ) نامیده می‌شد که برگرفته از نام قوم تپوری (به یونانی: Τάπυροι) می‌باشد که پس از اسلام قوم طبری نام گرفتند و سرزمینشان طبرستان نامیده شد.
به اعتقاد مورخان آماردها نخستین سکنه باستانی مازندران بودند و آماردها از آمل تا تنکابن و تپورها از آمل تا گرگان سکونت داشتند. در عصر هخامنشی در کرانه جنوبی دریای مازندران اقوام، تپوری، آمارد، آناریاکه و کادوسی سکونت داشتند. پلینیوس مورخ یونانی محل آماردها را قسمت شرقی مارگانیا شناسایی کرده‌است. استرابون(۶۳ ق. م) قوم آمارد را در کنار اقوام تپوری، کادوسی و کرتی به عنوان اقوام کوهستان نشین شمال کشور یاد می‌کند. استرابو می‌نویسد: تمام مناطق این کشور به استثنای بخشی به سمت شمال که کوهستانی و ناهموار و سرد است و محل زندگی کوهنشینانی به نام کادوسی (Cadusii) و آماردی (Amardi) و تپوری (Tapyri) و کرتی (Cyrtii) و سایر مردمان دیگراست، حاصلخیز است.
به گفته واسیلی بارتلد تپوری‌ها در قسمت جنوب شرقی ولایت سکونت داشتند و در قید اطاعت هخامنشیان درآمده بودند و آماردها مغلوب اسکندر مقدونی و بعد مغلوب اشکانیان شدند و اشکانیان در قرن دوم ق.م. آنها را در حوالی ری سکونت دادند و اراضی سابق آماردها به تپوری‌ها اهدا شد و بطلمیوس در شرح دیلم یعنی قسمت شرقی گیلان در ساحل بحر خزر در آن زمان از تپوری‌ها نام می‌برد. به گفته مجتبی مینوی قوم آمارد و قوم تپوری در سرزمین مازندران می‌زیستند و تپوری‌ها در ناحیه کوهستانی مازندران و آماردها در ناحیه جلگه‌ای مازندران سکونت داشتند. در سال ۱۷۶ ق. م فرهاد اول اشکانی قوم آمارد را به ناحیه خوار کوچاند و تپوری‌ها تمام ناحیه مازندران را فرو گرفتند و تمام ولایت به اسم ایشان تپورستان نامیده شد.

### وجه تسمیه
گلوگاه را در لغت به معنی مجزا یا گذرگاه باریکی است که از ان بتوان به درون چیزی یا جایی دست یافت. در اسناد و منابع تاریخی دوره صفویه و قاجار از گلوگاه به عنوان منطقه مرزی بین مازندران و استرآباد یاد شده‌است. ملگنوف در سفرنامهٔ خود در سال ۱۸۶۰ از گلوگاه به عنوان شرقی‌ترین روستای تابعهٔ شهر اشرف و و مرز بین دو ولایت مازندران و استرآباد یاد می‌کند. در منابع تاریخی به خندقی غمیق در شرق گلوگاه اشاره شده‌است که از آن به عنوان جر کلباد یاد شده‌است. از دوران صفویه به بعد تنها راه ورود ارتباطی استرآباد و مازندران منحصر به معبر روی این خندق بود که با دروازه ای متحرک باز و بسته می‌شد. به گفته میرزا ایراهیم این خندق در زمان شاه عباس صفوی (۹۹۶–۱۰۳۶ق) به قصد ممانعت از ورود از تاخت طوایف ترکان به این منطقه، از حوالی کوه متصل به اشرف البلاد تا ساحل دریای مازندران، به طول چهار فرسنگ حفر کردند تا هیچ سواری قادر به عبور از آن نباشد و از آنجا که این جر (شکاف) در حوالی کلباد واقع شده بود به جر کلباد مشهور شده‌است. ملگنوف نیز استرآباد را از غرب به جز کلباد نزدیک گلوگاه محدود می‌داند. مهجوری حفر این خندق را، که تنها راه مرزی مازندران و استرآباد بود، مربوط به روزگار صفویه و به فرمان شاه عباس، برای جلوگیری از تاخت و تاز ترکان به جانب خاوری مازندران می‌داند و ابعاد دقیق آن را این گونه ذکر می‌کند: خندقی به درازای شش کیلومتر یا بیشتر از کوه به دریا و به گودی بیست گز و پهنای چهل گز و راه آمد و شد مازندران و استرآباد تنها دروازه ای بود که به دستیاری نگاهبانان باز و بسته می‌شد. رابینو در سفر خود به مازندران با اشاره به جر کلباد، به عنوان مرز شرقی مازندران، از حصار روی این خندق نام می‌برد که به فرمان محمد حسن خان سوادکوهی، حاکم مازندران، از دامنه کوهستان و میان جنگل و مجرای باتلاقی به ساحل دریا کشیده شده بود تا از هجوم ترکمن‌ها به مازندران جلوگیری کند.

### پیشینه
گلوگاه در منطقه‌ای که در دوره اسلامی کبود جامه یا نامیه نامیده می‌شد، این شهر در حقیقت جانشین شهر تاریخی نامیه است که بعد از تمیشه در این منطقه بزرگ‌ترین شهر قرن اول هجری بوده‌است. از قرار این شهر بعد از فتنه مغول ویران و مردم آن پراکنده گردیده‌اند. آثار خرابه‌ها، سکه‌ها و ادوات دیگری که به دست آمده، قدمت این محل را به ۱۲۵۴ سال پیش می‌رساند. وجود جرکلباد در شرق گلوگاه به فاصله تقریبی ۲ کیلومتر اهمیت این محل را ثابت می‌کند.»
در شمال غربی گلوگاه تپه تاریخی گراودین، وجود جر یا خندق کلباد در شرق گلوگاه به فاصله تقریبی ۲ کیلومتر اهمیت این محل را ثابت می‌کند و در جنوب آن بقایای جاده شاه عباسی قرار گرفته‌است که از مسیر جنگلهای سرسبز، چشمه‌ها، آبشارها و آبهای معدنی قابل توجه و دیدنی به کوه‌های شرشری محدود می‌شود و از نظر تاریخی و باستان‌شناسی اهمیتی ویژه دارد.
منطقه شورچال گلوگاه از ابنیه مسکونی قرون اول و دوم اسلامی بوده و آثار باستانی فراوانی در دل تپه‌های آن جای گرفته‌اند و زمینهای آن متعلق به ساکنان کوپچی محله گلوگاه بوده و در فاصله کمی از ساحل دریا قرار گرفته‌است.
اقوام بومی این منطقه طبری تبار هستند و ریشهٔ آنها به قوم تپوری می‌رسد. بنابر گزارش بطلمیوس جغرافی نگار شهیر یونانی، قوم تپور از قبایل جنگجو و ایرانی‌تبار دوران باستان می‌باشند که در شمال ایران سکونت داشتند. به گفته استرابون قوم تپور جز اقوام کوهنشین شمال کشور بودند.
بنابر گزارش کوینت کورس مورخ رومی، ۱۰۰۰ کماندار تپوری در جنگ گوگمل و در ارتش داریوش سوم هخامنشی حضور داشتند.
به گزارش کوینت کورس تپورها پس از نبرد با اسکندر با وی صلح نمودند.
اقوام طبری‌تبار از اقوام جنگجو طبرستان به حساب می‌آمدند. در نبردهای فرخان بزرگ اسپهبد طبرستان علیه ترکان صول و اعراب، اقوام طبری ارتش فرخان بزرگ را تشکیل می‌دادند و در این نبردها موفق به شکست ترکان صول و اعراب شدند. این سلسله نبردها در مناطقی همچون ساری، تمیشه، نامیه، جرجان و دهستان روی داده‌است.
در دوران زندیه و قاجار سرداران مازندرانی از جانب حکومت مرکزی بارها به سرکوب ترکمان‌هایی که به مال و ناموس مردم استرآباد و خراسان تجاوز کرده بودند پرداختند.
طبق نوشته ملگونوف روسی در حدود سال ۱۷۸۰ میلادی آقامحمّدخان قاجار ایلی را از قراباغ و قراداغ (امروزه قره باغ جزء جمهوری آذربایجان و قراداغ جزء آذربایجان خاوری در خاک ایران است) به اینجا کوچانیده‌اند.
از نظر تاریخی هم سرنوشت ۲سلسله از سلسله‌های تاریخی ایران در این منطقه رقم خورده‌است. اولی با شکست محمدحسن قاجار در سال ۱۱۷۱هجری قمری در نزدیکی گراودین تپه به دست کریم خان زند که بعد از آن دولت مستقل زندیه تأسیس شد (در همین زمان خندق (جر) کلباد دور تا دور محدوده شهر احداث شد) و دومی بعد از فوت کریم خان و اتحاد خاندان آقامحمدخان قاجار با یکدیگر که باعث شدبر سر تا سر مازندران، گیلان، آذربایجان و قفقاز استیلا یابند و در همان موقع یعنی سال ۱۱۹۵هجری قمری توانستند ایل عمرانلو را از قره باغ و قره داغ بکوچانند و در گلوگاه فعلی سکونت دهند تا از خندق کلباد و منطقه گلوگاه حفاظت کنند و در هنگامه جنگ با سپاه زندیه موفق شوند در همین مکان آنان را شکست سختی دهند و به اسارت بگیرند
ایل عمرانلو به منظور سر حد داری و جلوگیری از تهاجم ترکمن‌ها به منطقه فعلی به امر آقامحمّد خان قاجار آمده به‌طوری‌که سنگره‌های موجود در ساحل خلیج گرگان و نیز قلعه‌ای در شبه جزیره میانکاله (سرتک میان قلعه) این ادعا را ثابت می‌کند.
جوانان این ایل در مواقع و مراحل مختلف حتی در پای رکاب آقامحمّد خان علیه دشمنان منطقه‌ای و کشوری جنگیدند. به همین جهت آقامحمّد خان قاجار اراضی فعلی و آب اوان را به‌طور رایگان به افراد این ایل هدیه کرد و طبق فرمانی که از طرف فتحعلی شاه حکم شده طبق معمول سنواتی، کارگران دهات مجاور نهر، قریه اوان را تعمیر و تحویل این عمرانلو دهند، زیرا در مقابل این کار سربازان ایل عمرانلو وظایف خود را در خدمت به مرزداری و مملکت با آسوده‌خاطر انجام دهند.
بنابراین دست زندیه ابتدا از مازندران و سپس سراسر ایران کوتاه و سلسله زندیه منقرض شد و مقدمات تأسیس رسمی سلسله قاجاریه در سال ۱۱۹۹هجری قمری در پای تپه گراودین فراهم آمد.
در زمان دودمان طبری‌تبار پهلوی با ایجاد راه‌آهن سراسری ایران شهرستان گلوگاه همچون دیگر شهرهای همجوارش نقش قابل توجهی در ارتباط بین خطوط شمال به تهران پیدا کرد و باعث گردیده تا از موقعیت استراتژیکی برخوردار شود.

## موقعیت
گلوگاه در جنوب شرقی دریای مازندران و شمال خط‌الراس شمالی‌ترین رشته‌کوه البرز یعنی (جهان مورا) در مختصات جغرافیایی ۵۳درجه و ۴۸دقیقه طول شرقی، ۳۶درجه و ۴۵دقیقه عرض شمالی و در شرق استان مازندران و شهرستان بهشهر و غرب استان گلستان واقع شده و مساحت آن با اراضی زراعتی جنگل، مرتع، بایر و دایر حدود ۶۵ کیلومتر مربع است. این شهر در فاصله پنج کیلومتری از دریا واقع شده و ارتفاع مرکز شهر حدود ۴۰ متر از سطح دریای آزاد و ۶۷ متر از سطح دریای مازندران است. این شهر در حقیقت جانشین شهر تاریخی نامیه است که بعد از تمیشه در این منطقه بزرگ‌ترین شهر قرن اول هجری بوده‌است. در شمال غربی گلوگاه تپه تاریخی گراودین، در شرق خندق کلباد و در جنوب آن بقایای جاده شاه عباسی قرار گرفته‌است که از مسیر جنگلهای سرسبز، چشمه‌ها، آبشارها و آبهای معدنی قابل توجه و دیدنی به کوه‌های شرشری محدود می‌شود و از نظر تاریخی و باستان‌شناسی اهمیتی ویژه دارد.

## مردم

### جمعیت
جمعیت شهر گلوگاه در سال ۱۳۹۵، برابر با ۲۱٬۳۵۲ نفر بوده‌است.

### زبان
زبان اهالی بومی شهر گلوگاه زبان مازندرانی (طبری) است. البته گلوگاه میزبان ایل ترک‌زبان عمرانلو نیز می‌باشد. طایفه ایل عمرانلو در گلوگاه جزو مهاجران ترک‌زبانند که از آذربایجان به گلوگاه مهاجرت کرده‌اند و در گلوگاه به زبان‌های ترکی آذربایجانی، مازندرانی و فارسی سخن می‌گویند.

### فرهنگ
فرهنگ طبری و رسم و رسومات مازندرانی با زندگی مردم گلوگاه عجین شده‌است. از جمله آداب و رسوم مرسوم در گلوگاه نوروزخوانی است که بعد از نیمه اول اسفند ماه در شهر و روستای این دیار مرسوم است.
نوروزخوانان متشکل از چند نفر هستند که یک نفر اشعار را می‌خواند، یک نفر ساز می‌زند، نفر دیگر که به آن کوله‌کش می‌گویند به در خانه‌های مردم می‌رود و به زبان مازندرانی می‌خواند:
| باد بهارون بیمو      |  | نوروز سلطون بیمو  |
| مژده هادین به دوستون |  | گل به گلستون بیمو |

از دیگر رسومات سنتی مردم گلوگاه مراسم تیرماه سیزده، چله شو، آفتاب خواهی، باران خواهی، آیین سنتی ۲۶ عید ماه، نوروزبل، تیرگان و … است.

### ورزش
ورزش کشتی به ویژه کشتی‌های محلی مازندرانی همچون کشتی لوچو و کشتی باشال در این منطقه رایج است.
کشتی لوچو از ورزش‌های بومی مازندران است که می‌توان آن را مادر کشتی آزاد آن منطقه دانست. کشتی لوچو در تمامی نواحی استان مازندران من جمله در شهرستان گلوگاه، شهرستان بهشهر، شهرستان نکا، شهرستان ساری، شهرستان جویبار، شهرستان سوادکوه، شهرستان قائمشهر، شهرستان بابل، شهرستان بابلسر، شهرستان آمل، شهرستان محمودآباد، شهرستان نور، شهرستان نوشهر، شهرستان چالوس، شهرستان کلاردشت، شهرستان عباس‌آباد رایج می‌باشد. کشتی لوچو از ورزش‌های پهلوانی و سنتی مازندران می‌باشد. همه ساله، مردم زیادی همزمان با ۲۶ عیدماه تبری (۲۸ تیرماه خورشیدی) در آیینی که به جشن مردگان معروف است، با تهیهٔ انواع غذا و خوراکی‌های محلّی، در مزار اهل قبور به شادمانی و سرور می‌پردازند. در حین برگزاری این جشن، مسابقات کشتی سنتّی لوچو هم برای شناسایی پهلوان‌ترین فرد منطقه، اجرا می‌شود. «پلوون» لقبی است که مردمان طبری به لوچوکاران مازندران می‌دهند. پهلوان کشتی‌گیری است که در آبادی و ناحیه خود حریف و هماوردی ندارد. این فرد در روستای خود از مقام معنوی والا برخوردار است و هر زمان که لازم باشد به داوری و قضاوت در مسائل کار یا زندگی افراد پرداخته و مشاوره می‌دهد. دو طرف حکم و رای او را ناگزیر می‌دانند.
کشتی با شال یا شال کشتی یا کشتی میاوند یک کشتی مازندرانی می‌باشد که در شهرستان بهشهر، شهرستان گلوگاه، شهرستان بندرگز، شهرستان کردکوی، شهرستان گرگان و شهرستان علی‌آباد کتول رایج است. در این کشتی شرکت کنندگان یک شال را به دور کمر خود می‌بندند. دستها را در کمر یکدیگر قفل کرده، با اشارهٔ داور کشتی را آغاز می‌کنند. کشتی‌گیری که بتواند حریف را خاک کند، برندهٔ بازی است.

### مکان‌های دیدنی
جر کلباد
خندقی از لب دریا تا پای کوه که جهت جلوگیری حمله مغول‌ها و ترکمن‌ها به مازندران بوده که با یک دروازه در جاده شاهی توسط ایل عمرانلو که از وفا داران احمدشاه قاجار و برای محافظت از مرکز طبرستان و ساری در اول گلوگاه بوده‌است.
گورستان سفید چاه
ا. قبرستان‌های قدیمی ایران به حدود ۱۲۰۰ سال قدمت
در روستای سفید چاه ۴۵ کیلوتری گلوگاه به دامغان
جاده گلوگاه به دامغان
جاده بسیار زیبا با عبور از کنار رودخانه و کوه و جنگل و جاده بسیار زیبا و نهایتاً به چشمه علی دامغان که ارزش دیدن دارد
دریایی آرام گلوگاه
به واسطه پیاده‌روی و دریایی زیبای گلوگاه که محل اتراق پرندگان مهاجر و ماهیگیری هست می‌توان به ساحل بی موج
آبشار سی ان بی
آبشار سن بی که در روستاهایی هزار جریب قرار داره که آسفالته نیست، دیدن کنید که با موتور و ماشین افرود دست یافتنی هست
پارک جنگلی توسکا
پارکی با درخت‌های بلند توسکا با آلاچیق سرویس بهداشتی و فروشگاه در چهل کیلومتری گلوگاه
میوه‌ها
بهترین و مرغوبترین انجیر ایران در مدل‌های مختلف که در تیرماه عمدتاً از تمامی نقاط کشور برای خرید به این شهر مراجعه می‌کنند می‌شود یاد کرد و دیگر میوها از جمله خرمالو هلو آلو پرتغال تامسون گلابی نارنگی زیتون انار میوهای عمده در این شهرستان می‌شود یاد کرد
سوغات
اکبر جوجه یک غذای محبوب و با نام گلوگاه می‌شود یاد کرد